# Diaspidiotus cryptus
Diaspidiotus cryptus är en insektsart som först beskrevs av Ferris 1953.  Diaspidiotus cryptus ingår i släktet Diaspidiotus och familjen pansarsköldlöss. Inga underarter finns listade i Catalogue of Life.